# Falha transformante

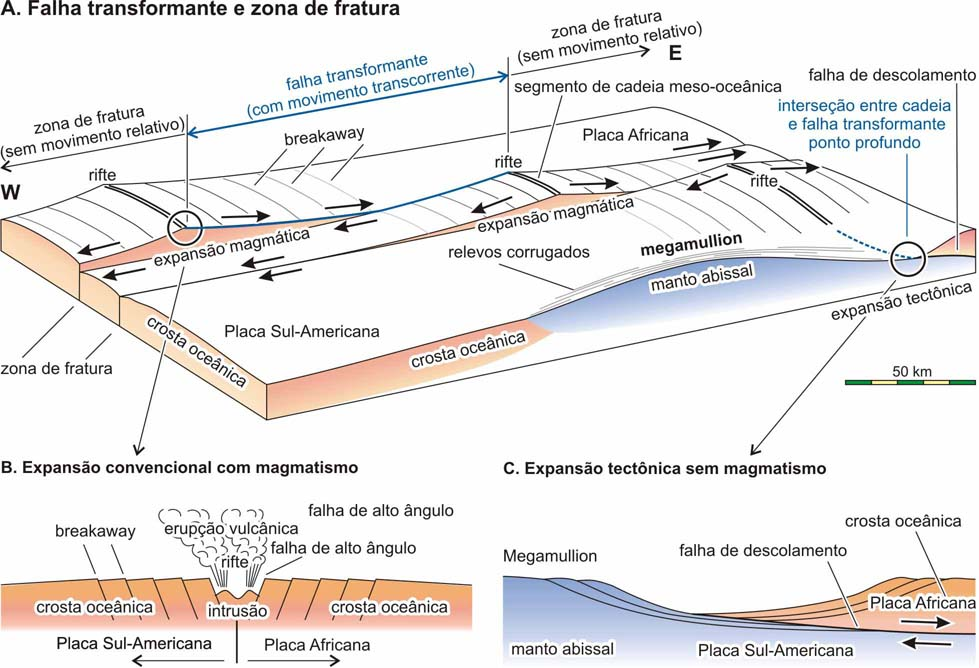
Ilustração esquemática de: A) relação entre segmentos de cadeia meso-oceânica, falhas transformantes e zonas de fratura; B) expansão convencional de placas oceânicas com magmatismos e conseqüente formação de nova crosta oceânica; C) expansão tectônica sem magmatismo e crosta oceânica, segundo Sichel et al. (2008). A escala vertical está exagerada em cerca de 10 vezes.

Uma falha transformante é um dos três tipos de contatos entre placas tectônicas. Sendo diferente dos outros dois, não há produção nem consumo de placas. É o contato frio, sem ocorrência de magmatismo. A falha penetra inteiramente a crosta oceânica e o manto litosférico e atinge a superfície do manto astenosférico. A maioria das falhas transformantes ocorre no fundo do oceano, ligando dois segmentos descontínuos de cadeia meso-oceânica, denominada de tipo R-R. O deslocamento da falha representa o movimento do manto terrestre, que é vinculado à expansão dos segmentos de cadeia meso-oceânica. A Falha Transformante do São Paulo, Oceano Atlântico Equatorial, é um exemplo da falha transformante de deslocamento dextral. Este termo foi definido por John Tuzo Wilson em 1965.

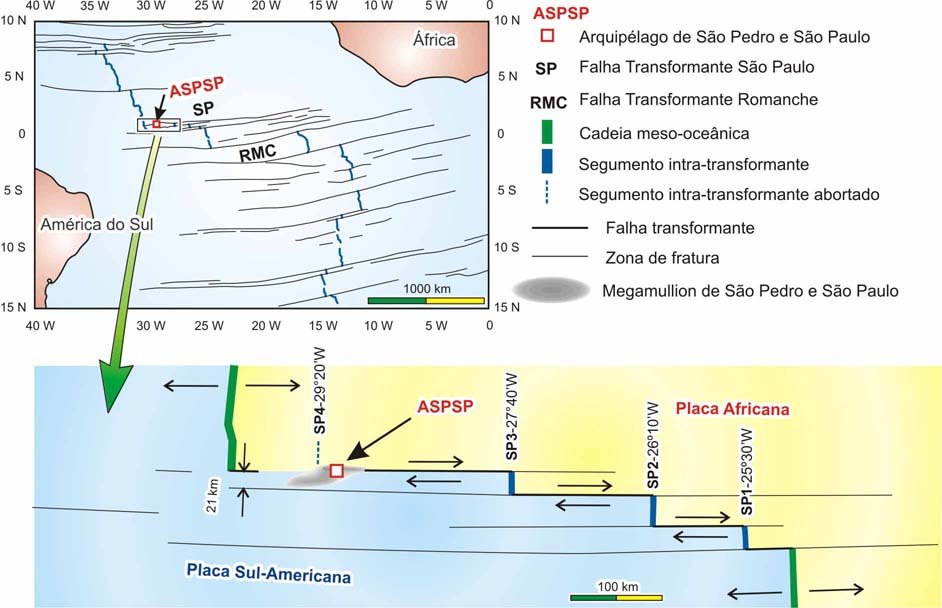
Mapa de localização da Falha Transformante de São Paulo e o Arquipélago de São Pedro e São Paulo, segundo Sichel et al. (2008).